# Haloneso
Haloneso es el nombre de una isla situada en la costa de Tesalia. Pasó a ser conocida a través del  "Discurso sobre Haloneso", del célebre orador Demóstenes, quién produjo un alegato defendiendo los derechos de Atenas sobre ella durante la disputa entre Atenas y Macedonia por la posesión de la isla.